# Francis Hong Yong-ho

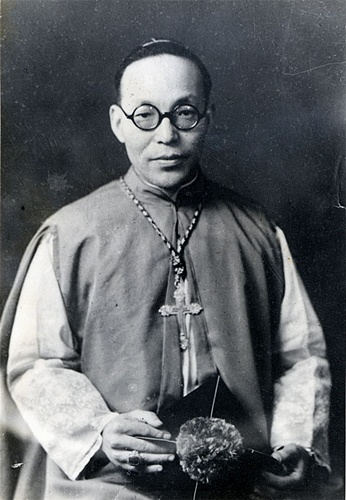
Francis Hong Yong-ho

Francis Hong Yong-ho (koreanisch 홍용호 프란치스코; * 12. Oktober 1906 in Pjöngjang; seit 1962 verschollen) war römisch-katholischer Bischof von Pjöngjang in Nordkorea.

## Leben
Hong Yong-ho empfing am 25. Mai 1933 die Priesterweihe. 1944 wurde er von Papst Pius XII. zum Apostolischen Vikar von Pjöngjang bestellt und zum Titularbischof von Auzia ernannt. Die Bischofsweihe spendete ihm am 29. Juni 1944 Abtbischof Bonifatius Sauer. Nach Umwandlung des Apostolischen Vikariats in ein Bistum wurde er 1962 zum Bischof von Pjöngjang ernannt.
In den 1940er Jahren wurden in Korea 166 Priester und Ordensleute der römisch-katholischen Kirche ermordet oder verschleppt. Francis Hong Yong-ho gilt seit 1962 als verschollen. 2013 wurde er vom Vatikan für tot erklärt. Das Todesjahr ist unbekannt.

## Einzelnachweis
1. ↑  „Korea, für eine Aussöhnung zwischen Nord und Süd“, Gianni Cardinale, Interview mit Kardinal Nicholas Cheong Jinsuk auf 30Giorni.it, März 2006